# Жінка з ароматом кави
Жінка з ароматом кави (ісп. Cuando seas mía) — мексиканський телесеріал 2001—2002 років. У головних ролях — Сільвія Наварро та Серхіо Басаньєс.

## Сюжет
Бідна юна Палома трудиться на кавових плантаціях дона Лоренцо Санчеса. Його раптова смерть збирає в особняку «Білий дім» всіх спадкоємців. Таким чином, Палома знайомиться з молодим онуком дона Санчеса Дієго. Іскра, що пробігла між Паломою і Дієго, розпалює в серцях молодих людей полум'яну любов, яка зв'яже їх долі на все життя. Закохані обіцяють один одному зустрітися рівно через рік, а поки Дієго їде в Англію закінчувати своє навчання, але незабаром після його від'їзду Палома виявляє, що вагітна і сама вирушає в Європу на пошуки Дієго. Вона стає жертвою обману, і врешті-решт потрапляє на шлях проституції. Вона втрачає свою дитину. Коли Дієго повертається з Європи, він намагається знайти Палому, але довідується, що вона стала повією. Розчарований, він одружується з іншою жінкою, яку не любить. Але доля все ж зводить Дієго і Палому…

## У ролях
- Сільвія Наварро … Тереза Суарес «Палома» / Олена Оліварес / Марго
- Серхіо Басаньєс … Дієго Санчес Серрано
- Марта Крістіана … «Береніс Сандовал де Санчес Серрано»
- Маргарита Гралія … Анхела Вальєхо де Санчес Серрано
- Серхіо де Бустаманте … Хуан Франсиско Санчес Серрано
- Еванхеліна Елісондо … Іньєс Віуда де Санчес Серрано
- Луїс Феліпе Товар … Мігель Техейрос
- Анете Мікель … Барбара Кастрехон де Санчес Серрано
- Родріго Абед … Фабіан Санчес Серрано
- Лаура Паділла … Соледад Суарес
- Родріго Кахеро … Маріано Санз
- Іліана Фокс … Діана Санчес Серрано
- Адріан Макала … Гарольд Клейн
- Ана Серраділья … Даніела Санчес Серрано
- Алехандро Лукіні … Джеремі Макгрегор
- Раміро Гуерта … Ауреліо Дуран
- Хуан Пабло Медінп … Бернардо Санчес Серрано
- Енріке Беккер … Хорхе Латорре
- Глорія Перальта … Марсія Фонтальво
- Фернандо Сарфатті … Жанкарло Мондріані
- Гомаро Вімер … Роберто Авелланеда
- Леонардо Даніель … Хоакін Санчес Серрано
- Даніела Шмідт … Антонія Руїс
- Клавдія Соберон … Луцеро
- Хосе Гонсалес Саркес … Лоренсо Санчес Серрано
- Танія Арредондо … Леонор
- Клавдіне Соса … Жозефіна
- Марібель Родрігес … Грасіела
- Хесус Естрада … Хуанчо Мехія
- Адріана Парра … Хімена де Фонтальво
- Кароліна Карвахаль … Матільда Аранго
- Алехандро К'янддеротті … Рікардо Сандоваль
- Кармен Дельгадо … Констанса де Сандоваль
- Габріела Андраде … Маргарита
- Рената дель Кастільйо … Марта

## Закадрове озвучення
Українською та російською мовами серіал озвучено студією «Так Треба Продакшн» на замовлення компанії «Salmon Distribution» та телекомпанії «Інтер» у 2004 році. Ролі озвучували: Анатолій Пашнін, Володимир Терещук, Людмила Чиншева і Олена Бліннікова.

## Версії
| Рік  | Країна   | Українська назва      | Оригінальна назва       | Кількість | Кількість | В головних ролях                               | Компанія                  | Канал         |
| Рік  | Країна   | Українська назва      | Оригінальна назва       | сезонів   | серій     | В головних ролях                               | Компанія                  | Канал         |
| ---- | -------- | --------------------- | ----------------------- | --------- | --------- | ---------------------------------------------- | ------------------------- | ------------- |
| 1993 | Колумбія | Кава з ароматом жінки | Café con aroma de mujer | 1         | 159       | Маргарита Роза Де Франсіско, Гай Екер          | RCN Televisión            | Canal A       |
| 2007 | Мексика  | Чисте кохання         | Destilando amor         | 1         | 170       | Анхеліка Рівера, Едуардо Яньєс                 | Televisa                  | Las Estrellas |
| 2021 | Колумбія | Кава з ароматом жінки | Café con aroma de mujer | 1         | 92        | Вільям Леві, Лаура Лондоньо, Кармен Вільялобос | RCN Televisión, Telemundo | Canal RCN     |